# William Fison
Sir William Guy Fison, britanski veslač, * 25. oktober 1890, † 6. december 1964.
Fison je za Združeno kraljestvo nastopil na Poletnih olimpijskih igrah 1912 v Stockholmu, kjer je veslal v osmercu in z njim osvojil srebrno medaljo.